# Щетинин, Николай Иванович (Герой Советского Союза)
 Никола́й Ива́нович Щети́нин  (21 марта 1921, дер. Михеевская — 3 октября 1968, Вологда) — командир роты 109-го гвардейского стрелкового полка (37-я гвардейская стрелковая дивизия, 65-я армия, Белорусский фронт). Подполковник. Герой Советского Союза.

## Биография
Родился 21 марта 1921 года в деревне Михеевская в крестьянской семье.
Окончил 7 классов, школу фабрично-заводского обучения. Работал в паровозном депо станции Няндома. В октябре 1940 года Няндомским РВК был призван в Красную Армию.
На войне — с июня 1941 года. В 1942 году окончил Владимирское военное пехотное училище. Воевал на Западном, Воронежском, Центральном фронтах.
В ночь с 19 на 20 октября 1943 года под прикрытием темноты старший лейтенант Щетинин во главе роты форсировал Днепр. Рота ворвалась на окраину посёлка Соловьёв. До подхода основных сил подразделение Щетинина отбило 4 контратаки превосходящих сил противника. С подходом подкрепления рота Щетинина первой ворвалась в Соловьёв, после ожесточенных уличных боёв посёлок был освобождён от врага.
Указом Президиума Верховного Совета СССР «О присвоении звания Героя Советского Союза генералам, офицерскому, сержантскому и рядовому составу Красной Армии» от 15 января 1944 года за «образцовое выполнение боевых заданий командования на фронте борьбы с немецкими захватчиками и проявленными при этом отвагу и геройство» гвардии старшему лейтенанту Щетинину Николаю Ивановичу присвоено звание Героя Советского Союза с вручением ордена Ленина и медали «Золотая Звезда».
В 1946 году окончил курсы усовершенствования офицерского состава. Работал в районных военкоматах Вологодской области. С 1962 года подполковник Щетинин — в запасе.
Скончался 3 октября 1968 года в Вологде. Похоронен в Введенском мемориальном воинском кладбище.

## Награды
- Медаль «Золотая Звезда» (15.01.1944)[2];
- орден Ленина (15.01.1944);
- орден Красной Звезды;
- медали.

## Память
Имя Героя присвоено улицам в Вологде, Няндоме и Донецку.